# David John Ibbetson
David Ibbetson (* November 1954) ist ein britischer Jurist und Hochschullehrer, Regius Professor of Civil Law (2000 – 2022) an der University of Cambridge und 2013 bis 2020 Präsident des Colleges Clare Hall. Von 2009 bis 2012 war er Vorsitzender der Fachschaft für Jurisprudenz in Cambridge.

## Leben
David Ibbetson wuchs in Manchester auf und studierte ab 1973 am Corpus Christi College, wo er sowohl seinen Master of Law (MA) als auch den Doktorgrad erlangte. 1980 wurde er Fellow und Tutor am Magdalen College der University of Oxford. 2000 kehrte er als Nachfolger von David Eric Lothian Johnston als Regius Professor of Civil Law zum Corpus Christi College nach Cambridge zurück. 2003 wurde er in die British Academy gewählt. 2004 wurde er Direktor von Leckhampton, einem Wohnheim für Doktoranden des Clare College. Im August 2013 verließ Ibbetson Corpus Christi, um in der Nachfolge von Martin Harris zum achten Präsidenten des Clare College in Cambridge ernannt zu werden. Im September 2022 zog sich Ibbetson von der Regius-Professur zurück. Schon im März 2022 wurde Helen Scott als seine Nachfolgerin bekannt gegeben.
Ibbetson ist Professor für Römisches Recht. Seine Forschungen decken aber auch die Rechtsgeschichte von England und Wales und europäische Rechtsgeschichte ab. Und obwohl er auch in anderen Bereichen veröffentlichte, so handelt sein Hauptwerk von der englischen und europäischen Rechtsgeschichte, insbesondere auf der Beziehung zwischen dem Common Law und den legalen Systemen und Gedankenansätzen im Rest von Europa.

## Schriften
Bücher
- Oxford International Encyclopedia of Legal History [Herausgeber] (2009)
- Sir William Jones, Essay on the Law of Bailments [Herausgeber] (2007)
- Common Law and Ius Commune (Selden Society) (2001)
- A Historical Introduction to the Law of Obligations (1999)
- The Roman Law Tradition [editor] (1994)